# Mother (sång)
"Mother" är en sång av John Lennon, utgiven 1970 på albumet John Lennon/Plastic Ono Band. En annan version av sången utgavs som singel i USA samma år. Denna version finns på Lennons album Shaved Fish.
"Mother" är ett rop till Johns döda föräldrar som övergav honom i ung ålder. Hans far, Alf, lämnade familjen när John var spädbarn. Hans mamma Julia levde inte ihop med sin son, men de hade ändå en bra relation med varandra; hon blev senare påkörd av en berusad polis som var ur tjänst vid namn Eric Clague den 15 juli 1958, när John var 17 år gammal.
"Mother" börjar med kyrkklockor som slår vilket symboliserar moderns död.

## Musiker
- John Lennon - sång, piano
- Ringo Starr - trummor
- Klaus Voormann - elbas